# Arkadi Duchin

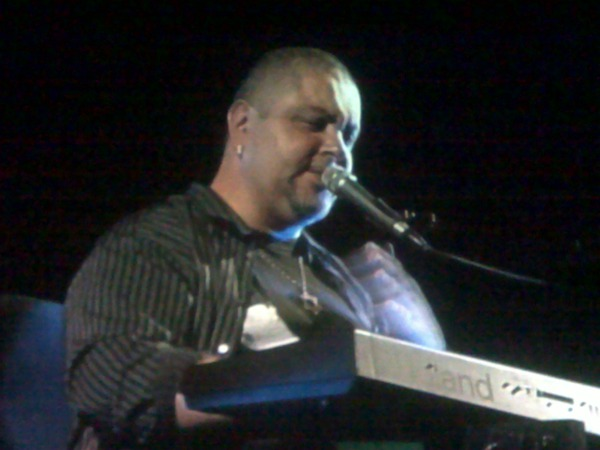
Arkadi Duchin

Arkadi Duchin (* 9. Juni 1963 in Babruisk, hebräisch ארקדי דוכין, russ. Аркадий Духин) ist ein israelischer Popsänger, Songschreiber und Musikproduzent.

## Leben und Karriere
Duchin wurde in Babruisk, Belarus geboren. Schon als kleiner Junge begeisterte er sich für Musik. Im Alter von 15 Jahren emigrierte er mit seiner Familie nach Israel.
Duchin war Mitbegründer und Sänger der Rockband haChawerim schel Natascha (Die Freunde von Natascha), einer der erfolgreichsten Bands der israelischen Pop-Musik-Geschichte. Die Band existierte von 1986 bis 1996. Duchin veröffentlichte 1989 sein erstes Solo-Album, das er dem russischen Dichter und Sänger Wladimir Semjonowitsch Wyssozki widmete, und 1995 sein bisher persönlichstes Album, 'Arkadi Duchin'.
Duchin hat auch für zahlreiche andere israelische Musiker Lieder geschrieben, z. B.
Arik Einstein, Nurit Galron, Schlomi Schabat, Rita und Eyal Golan. Des Weiteren arbeitet er erfolgreich als Musikproduzent und komponiert für Film und Theater.
Duchin ist verheiratet und hat eine Tochter. Er lebt in Giw’atajim.

## Diskografie

### Alben
- 1990: רוצה ויהיה
- 1995: ארקדי דוכין
- 1998: כוכב האהבה
- 2001: להרגיש
- 2006: חלומות למבוגרים
- 2007: נקודת מבט
- 2009: החברים של ארקשה
- 2009: ספטמבר
- 2016: לאהוב או למות
- 2019: פשוט הפוך
- 2020: אסונות דיגיטליים

### Kollaborationen
- 1993: אחלהזאורים (mit Micha Shitrit)
- 1999: דומינו (mit Meir Banai)
- 2018: מר מתוק (mit Dani Granot)
- 2020: קורונה טיימז - גל ראשון (mit Nemcheck)

### Kompilationen
- 2004: יותר ממני
- 2013: מרוב אהבתי: שירי האהבה הגדולים

### Live-Alben
- 2024: ארקדי דוכין והפילהרמונית הישראלית (Live) (mit Israel Philharmonic Orchestra)

### Singles (Auswahl)
- 2001: היא לא דומה
- 2002: תחזרי (mit Eyal Golan)
- 2004: מי אוהב אותך יותר ממני